# Energia-Wulkan
Energia-Wulkan (ros. Энергия-Вулкан) lub Herkules (Геркулес) – radziecka ciężka rakieta nośna projektowana przez RKK Energia, wywodząca się bezpośrednio z rakiety Energia, najcięższa rakieta w dziejach projektowana przez ZSRR. Domyślnie miała jako 1. stopień wykorzystać aż 8 stopni typu Zenit (każdy po jednym 4-komorowym silniku RD-170), a jako drugi stopień wyposażony w jednostkę RD-0120 człon górny rakiety Energia-M. Takie rozwiązanie pozwalało na wyniesienie ładunku o masie 175 ton na niską orbitę okołoziemską.
Proces tworzenia rakiety Energia-Wulkan i przystosowanie wyrzutni startowych miały się rozpocząć w latach 1990–1993, jednak po rozpadzie ZSRR z powodu wysokich kosztów projekt zarówno tej rakiety, jak i cały program Buran zostały anulowane przez premiera Borysa Jelcyna.